# 張木成
張木成（1905年9月—1994年1月），福建惠安縣淨峰鄉五群村人，傳統建築石匠師傅，作品常見於臺灣傳統廟宇，對日後臺灣打石業技藝影響深遠，人稱「木成司」。

## 生平

### 少年時期
張木成出生於「石雕之鄉」惠安的五群村，鄰近的峰前村以石匠聞名，如蔣馨等蔣姓石匠家族。張木成父親張火廣亦是著名惠安石匠，却不愿儿子张木成从事石雕。決心成為石匠的张木成，不顧父親反對，经常在惠安沙滩堆沙，以此增进雕塑技巧，並以身体亲自演练武术的姿态、关节的施力以及攻击的张力，為技藝打下根基。
臺灣在清末到日治時期因經濟好轉，臺灣人對於廟宇修築的興致高昂，吸引許多打石匠師來臺工作，其分布範圍幾近全臺。张木成为进一步学习石雕技术，十九歲時偷瞒父亲搭乘渔船抵达臺湾。張火廣看到儿子的决心，终于答应带他入行，並一同定居臺北大稻埕。

### 青年時期
日治時期，1920年代前後，當時臺灣總督府採行尊重宗教之政策，臺灣各地興起廟宇修繕或改築工作。許多來臺的石匠參與臺灣的建廟，留下不少石雕好作，張火廣也是其一。有些廟方會讓兩派匠師共同承包合作，賭上職業的榮耀，較量彼此技藝，這種競爭產生的作品稱為對場作。當1926年張火廣與粵東名匠辛救在八里天后宮拼對場時，張木成就有參與。1933年左右，澎湖馬公城隍廟為張木成首次承包的案子，並與大木工匠謝自南成為好友。謝自南此後常介紹石雕工作，為日後張木成的生意打下人脈基礎。。
1937年，張火廣於淡水清水巖施工期間過世，石雕工作由兒子續作完成，該廟今日中門左麒麟者仍有「雕琢人張木成」的題名，想必是對這件工程相當滿意，否則一般自稱石工。同年，張木成決定擴大經營方向，與親友在大稻埕迪化街開設打石店接揽业务，字號為「張協成石廠」。他兼任店主和师傅头，采用前殿後廠的手工作坊模式进行经营。商品主要以花崗石材質的住家建築構材為主，也賣有浴盆、龍柱、石碑。鄰近的280巷舊稱「打石仔巷」，因位於此打石店旁而得名。

### 中年時期

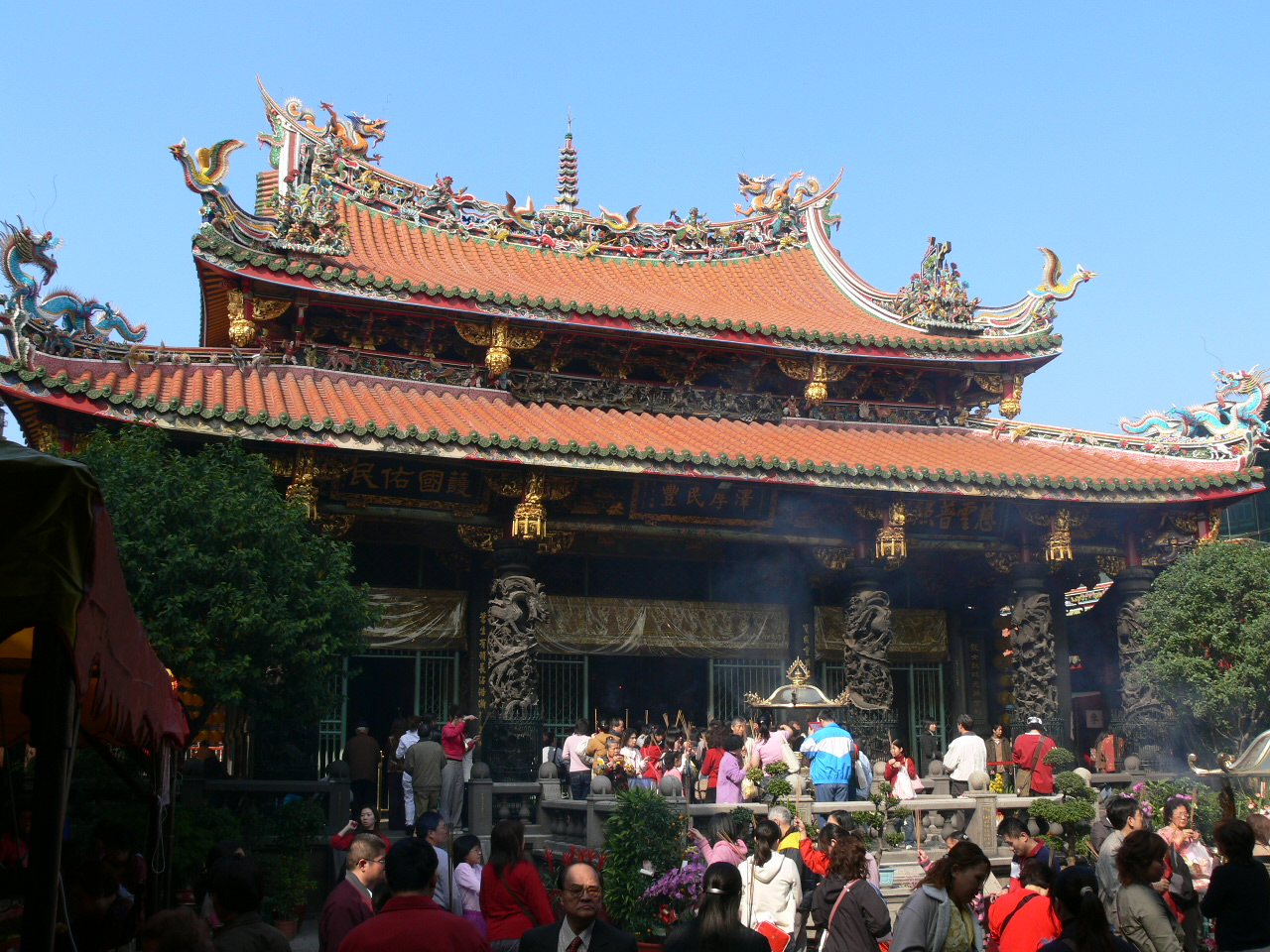
艋舺龍山寺大殿石工為張木成的作品。

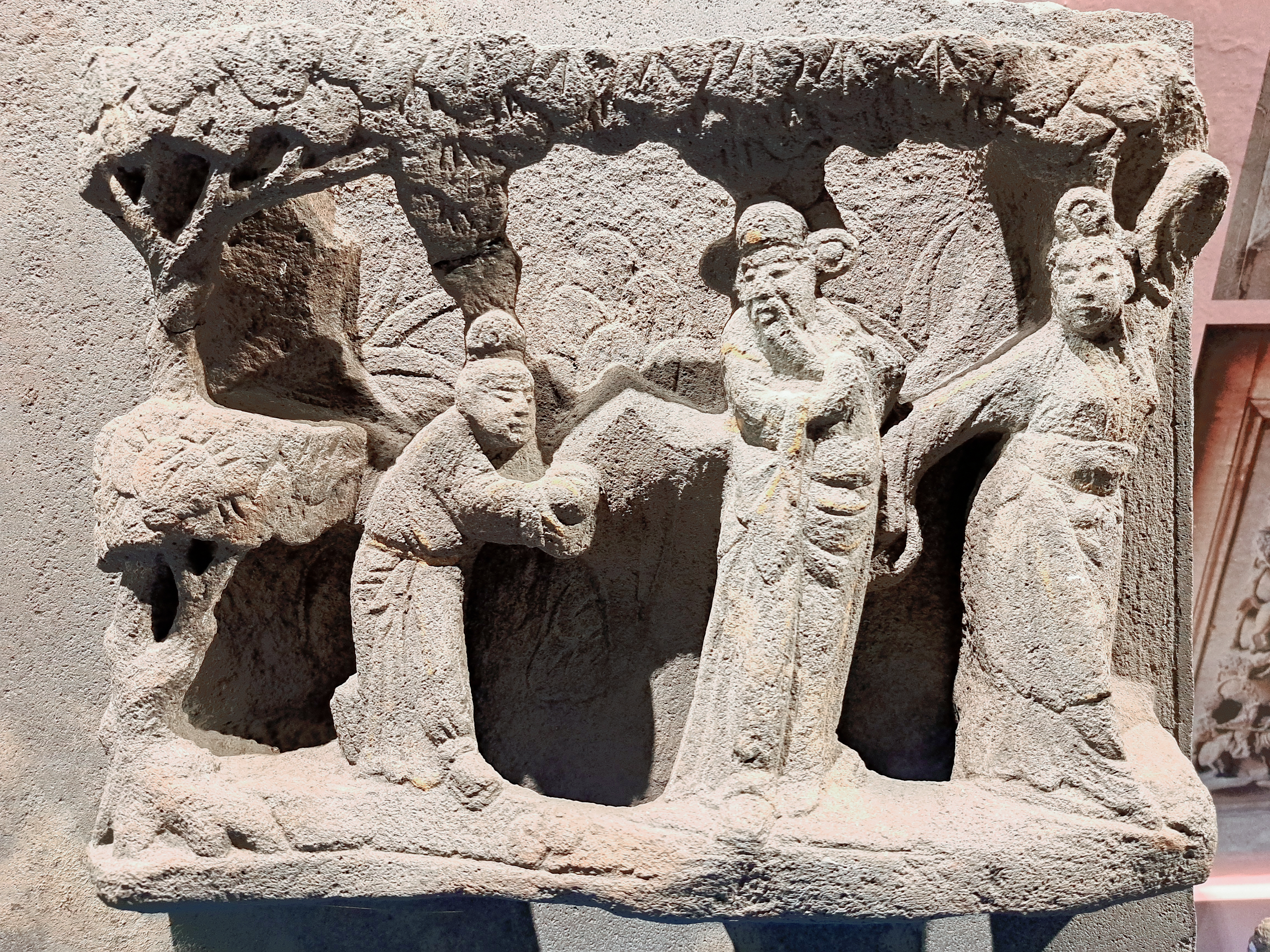
張木成為高雄代天宮雕刻的浮雕《長坂坡救主》

二次大戰使得打石匠師的業務驟減1945年二戰結束，有近八成的匠師回返故鄉，使得原本在臺灣扎根不深的石作體系潰堤，留在臺灣的張木成就在這樣的時空背景中脫穎而出。
1948年後，兩岸對立使他被迫滯臺，不能回到老家與看望原配與大兒子，只能託人以匯款方式養家。加上在臺灣娶的二房好賭欠債，將他的店宅抵押。這些經濟壓力使他必須南北奔波到處接案。具同業回憶，张木成不只技藝高超，個性又純樸老實，這也是廟方喜歡找他接案的因素之一。
1965年，張木成收起店面生意，不再販賣住家建築構材，專心以承包廟宇石雕工程為生。1968年起，張木成的班匠開始使用空氣壓縮機、車磨機等機械從事石工，加速建廟進度。後來打石店搬遷至同樣有打石業的八里，約1986年左右停業。張木成的技藝也流傳到當地，是八里打細石三種習藝系譜之一。據當年臺北指南宫的筹建人回憶，二十世纪五六十年代，在臺湾的三百多名石雕匠师中，三名师傅的手艺最佳，而张木成的功夫更是首屈一指，其承建完成的工程量，占三分之二強。

### 晚年時期
晚年的張木成思鄉不已，甚至在1978年偷渡大陸探望妻兒。1987年，八十多歲的张木成得知可以返乡探亲，竟兴奋过度不慎摔倒，导致股骨头坏死。1991年開放探親後返回居住，並在故鄉因氣喘在大兒子家去世。
2007年，原位於大稻埕的張協成石廠被臺北市政府文化资产审查委员会依《文化資產保存法》录为臺北市文化資產列表，以紀念張木成的貢獻。

## 家庭
- 父親：張火廣
- 大房：陳澳
  - 兒子：張水枝
    - 大孫子：张雅芳
    - 二孫子：张雅章
      - 重孙：张炜毅
      - 二重孙：张东权
- 二房：林月桃
  - 兒子：張東茂
  - 女兒：張金葉

## 主要作品
- 臺灣張協成石廠

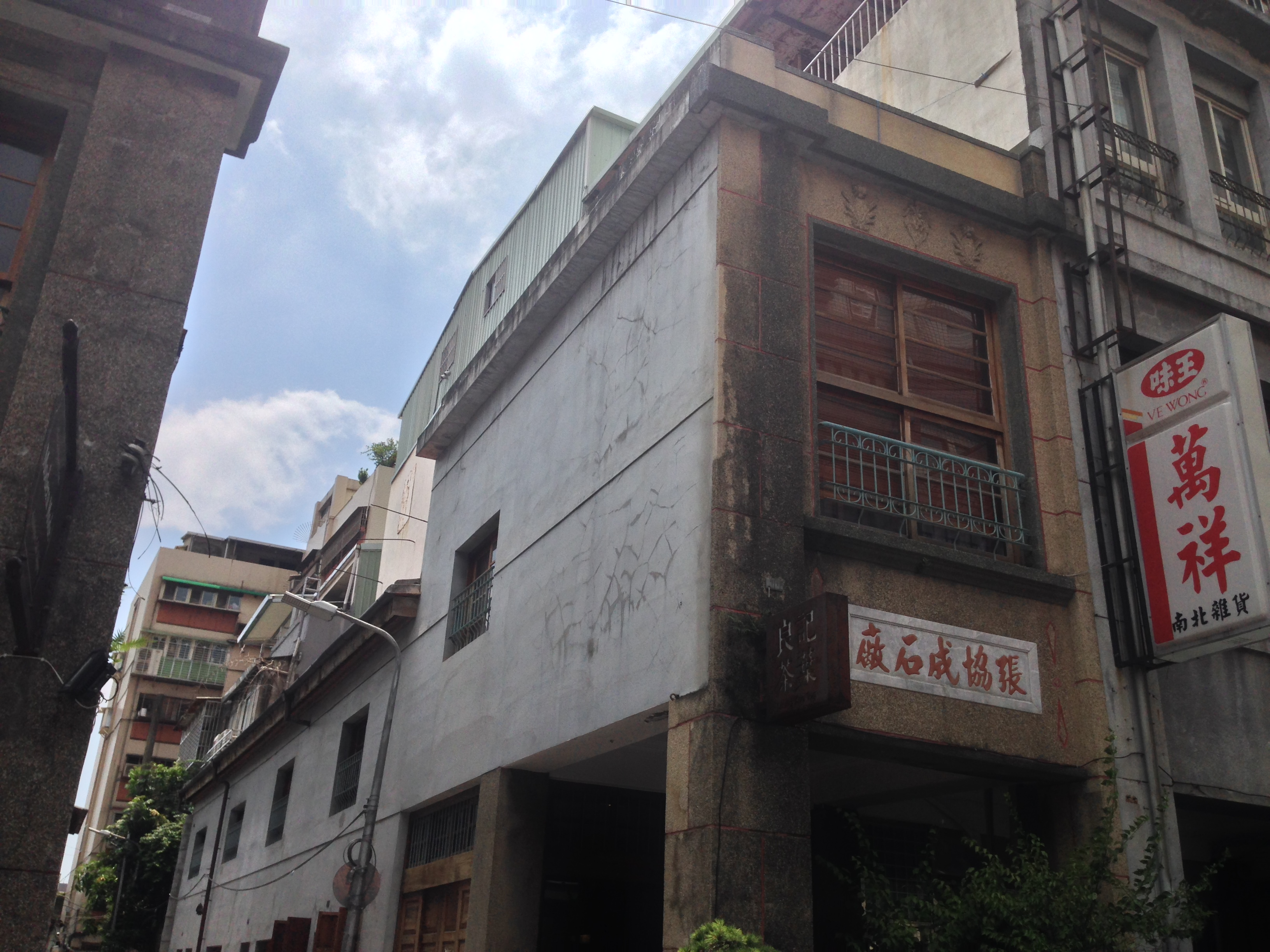
張協成石廠

  - 彰化大村埤腳五通宮（1930年）（昭和五年）
  - 馬公城隍廟（1933年）
  - 淡水清水巖（1937年）
  - 屏東媽祖廟
  - 西港慶安宮
  - 高雄代天宮（1950年）
  - 安平開臺天后宮（與張清玉對場）（1950年代）[7]
  - 艋舺龍山寺大殿（1955年）
  - 三鳳宮（1964年）
  - 臺北行天宮（1965年）
  - 忠義行天宮（1965年）
  - 白雞行修宮（1965年）
  - 澎湖白沙鄉中屯永安宫（1967年）
  - 灣裡萬年殿（1970年）[8]
  - 嘉義地藏庵（1971年）
  - 板橋媽祖廟（1975年）
  - 關廟山西宮（1975年）
  - 下泰山巖（1976年）
  - 關渡宮凌霄寶殿
  - 大天后宮三川殿龍柱
  - 臺中萬春宮
  - 雲林古坑嘉興宮